# Aljažev dom
Der Aljažev dom slowenisch Aljažev dom v Vratih ist eine Schutzhütte des Slowenischen Alpenvereins in der Nähe des Flusses Triglav Bistrica im oberen Vrata-Tal auf 1015 m. i. J. im Nationalpark Triglav.

## Geschichte
Der Pfarrer und Komponist von Dovje, Jakob Aljaž (1845–1927), errichtete 1896 eine erste Hütte im Vrata-Tal, 1904 eine größere; 1908 wurde sie durch eine Lawine zerstört, weshalb 1910 an sichererer Stelle das heutige Haus erbaut wurde. In der Nähe stehen eine Gedenkkapelle und ein Monument für die im Zweiten Weltkrieg gefallenen Bergsteiger in Form eines großen Kletterhakens mit Karabiner. Von der Hütte aus lassen sich die Berge Triglav, Škrlatica und Cmir besteigen.

## Zugänge
- 12 km (2½ h) von Mojstrana (Kranjska Gora)

## Übergänge
- 2½ h zum Bivak IV na Rušju (1980 m. i. J.)
- 4½ h zum Dom Valentina Staniča (2332 m. i. J.), über den Tominšek-Weg
- 5 h zum Dom Valentina Staniča (2332 m. i. J.) über den Pragweg (Čez Prag)
- 4 h zum Pogačnikov dom (2050 m. i. J.) durch das Sovatna-Tal
- 5 h zum Triglavhaus (2515 m. i. J.) über den Tominšek-Weg
- 5½ h zum Triglavhaus (2515 m. i. J.) über den Pragweg
- 6 h zur Tržaška koča na Doliču (2151 m. i. J.) über den Luknjapass

## Gipfelbesteigungen
- 5 h: Bovški Gamsovec (2392 m. i. J.), über den Luknjapass (Luknja; 1758 m)
- 4–5 h: Cmir (2393 m. i. J.)
- 4–5 h: Dolkova špica (2591 m. i. J.), vorbei am Bivak IV na Rušju
- 4½ h: Stenar (2501 m. i. J.), über den Dovje-Pass (2180 m)
- 5–6 h: Škrlatica (2740 m. i. J.), vorbei am Bivak IV na Rušju
- 6–7 h: Triglav (2864 m. i. J.), Bambergweg